# Hyloxalus maquipucuna
Hyloxalus maquipucuna es una especie de anfibio anuro de la familia Dendrobatidae.

## Distribución geográfica
Esta especie es endémica de la provincia de Pichincha en Ecuador. Habita en la Reserva de Maquipucuna a 1800 m de altitud en la Cordillera Occidental.

## Descripción
Las hembras miden de 23.5 a 24.1 mm.

## Etimología
Esta especie lleva el nombre en referencia al lugar de su descubrimiento, la reserva Maquipucuna.

## Publicación original
- Coloma, 1995 : Ecuadorian frogs of the genus Colostethus (Anura: Dendrobatidae). University of Kansas Natural History Museum Miscellaneous Publication, vol. 87, p. 1-72[5]